# Zlaté maliny za rok 1993
Zlaté maliny za rok 1993 byly udělovány 20. března 1994 v Hollywood Roosevelt Hotel v Kalifornii k uctění nejhorších filmů roku. Nejvíce nominací získaly filmy Neslušný návrh a Někdo se dívá, celkem 7.

## Nominace
| Kategorie                         | Nominace (vítěz tučně)                                                                               |
| --------------------------------- | --- |
| Nejhorší film                     | Neslušný návrh (Paramount)                                                                           |
| Nejhorší film                     | Tělo jako důkaz – (MGM/UA)                                                                           |
| Nejhorší film                     | Cliffhanger – (TriStar)                                                                              |
| Nejhorší film                     | Poslední akční hrdina– (Columbia)                                                                    |
| Nejhorší film                     | Někdo se dívá – (Paramount)                                                                          |
| Nejhorší herec                    | Burt Reynolds za film Jeden a půl policajtav roli detektiva Nicka McKenny                            |
| Nejhorší herec                    | William Baldiwin za film Někdo se dívá v roli Zekeho Hawkinse                                        |
| Nejhorší herec                    | Willem Dafoe za film Tělo jako důkaz v roli Franka Dulaneyho                                         |
| Nejhorší herec                    | Robert Redford za film Neslušný návrh v roli Johna Gage                                              |
| Nejhorší herec                    | Arnold Schwarzenegger za film Poslední akční hrdina v roli Jacka Slatera                             |
| Nejhorší herečka                  | Madonna za film Tělo jako důkaz v roli Rebeccy Carlson                                               |
| Nejhorší herečka                  | Melanie Griffith za film Včera narození v roli Emmy Dawn                                             |
| Nejhorší herečka                  | Janet Jacksonová za film Poetic Justice v roli Justice                                               |
| Nejhorší herečka                  | Demi Moore za film Neslušný návrh v roli Diany Murphy                                                |
| Nejhorší herečka                  | Sharon Stone za film Někdo se dívá v roli Carly Norris                                               |
| Nejhorší herec ve vedlejší roli   | Woody Harrelson za film Neslušný návrh v roli Davida Murphyho                                        |
| Nejhorší herec ve vedlejší roli   | Tom Berenger za film Někdo se dívá v roli Jacka Landsforda                                           |
| Nejhorší herec ve vedlejší roli   | John Lithgow za film Cliffhanger v roli Erica Qualena                                                |
| Nejhorší herec ve vedlejší roli   | Chris O'Donnell za film Tři mušketýři v roli D'Artagnana                                             |
| Nejhorší herec ve vedlejší roli   | Keanu Reeves za film Mnoho povyku pro nic v roli Dona Johna                                          |
| Nejhorší herečka ve vedlejší roli | Faye Dunawayová za film Záskok v roli Charlene Towne                                                 |
| Nejhorší herečka ve vedlejší roli | Anne Archer za film Tělo jako důkaz v roli Joanne Braslow                                            |
| Nejhorší herečka ve vedlejší roli | Sandra Bullock za film Demolition Man v roli Leniny Huxley                                           |
| Nejhorší herečka ve vedlejší roli | Colleen Camp za film Někdo se dívá v roli Judy Marksa                                                |
| Nejhorší herečka ve vedlejší roli | Janine Turner za film Cliffhanger v roli Jessie Deighan                                              |
| Nejhorší režie                    | Jennifer Lynch za film Helena v krabici                                                              |
| Nejhorší režie                    | Uli Edel za film Tělo jako důkaz                                                                     |
| Nejhorší režie                    | Adrian Lyne za film Neslušný návrh                                                                   |
| Nejhorší režie                    | John McTiernan za film Poslední akční hrdina                                                         |
| Nejhorší režie                    | Phillip Noyce za film Někdo se dívá                                                                  |
| Nejhorší scénář                   | Amy Holden Jones za film Neslušný návrh                                                              |
| Nejhorší scénář                   | Brad Mirman za film Tělo jako důkaz                                                                  |
| Nejhorší scénář                   | Michael France a Sylvester Stallone za film Cliffhanger                                              |
| Nejhorší scénář                   | Shane Back a David Arnott za film Poslední akční hrdina                                              |
| Nejhorší scénář                   | Joe Eszterhas za film Někdo se dívá                                                                  |
| Nejhorší nová hvězda              | Janet Jacksonová za film Poetic Justice v roli Justice                                               |
| Nejhorší nová hvězda              | Roberto Benigni za film Syn Růžového pantera v roli Jacquese Gambrelliho                             |
| Nejhorší nová hvězda              | Mason Gamble za film Dennis – postrach okolí v roli Dennise Mitchella                                |
| Nejhorší nová hvězda              | Norman D. Golden II za film Jeden a půl policajta v roli Devona Butlera                              |
| Nejhorší nová hvězda              | Austin O'Brien za film Poslední akční hrdina v roli Dannyho Madigana                                 |
| Nejhorší filmová píseň            | „Assams Family (Whoomp!)“ z filmu Addamsova rodina 2, napsali Ralph Sall, Steve Gibson a Cecil Glenn |
| Nejhorší filmová píseň            | „Big Gun“ z filmu Poslední akční hrdina, napsali Angus Young a Malcolm Young                         |
| Nejhorší filmová píseň            | „(You Love Me) in All the Right Places“ z filmu Neslušný návrh, hudbu složil John Barry, text napsal |
| Nejhorší remake nebo sequel       | Wyatt Earp (Warner Bros.)                                                                            |
| Nejhorší remake nebo sequel       | Policajt v Beverly Hills III (Paramount)                                                             |
| Nejhorší remake nebo sequel       | Dobrodruzi z velkoměsta II: Legenda o Curlyho zlatě (Columbia)                                       |
| Nejhorší remake nebo sequel       | Flintstoneovi (Universal)                                                                            |
| Nejhorší remake nebo sequel       | Milostná aféra (Warner Bros.)                                                                        |